# 9780 Бандерснетч
9780 Бандерснетч (9780 Bandersnatch) — астероїд головного поясу, відкритий 25 вересня 1994 року.
Тіссеранів параметр щодо Юпітера — 3,651.